# Octavi Rumbau Masgrau
Octavi Rumbau Masgrau (Barcelona, 1980) es un compositor barcelonés cuyo trabajo explora la intersección entre música instrumental y electrónica. Ha recibido encargos del Auditorio de Barcelona, la Fundació Tàpies, el Festival de Ópera de Bolsillo, la Orquesta de Barcelona, el Festival Mixtur, entre otros. Comenzó sus estudios de composición con Enric Palomar, Yoshihisa Taïra y Agustí Charles. Más tarde se trasladó a París para cursar los estudios de Composición en el Conservatorio Nocional Superior de Música y Danza de París. También cursó estudios de informática musical en el IRCAM. En la actualidad es profesor en el Conservatorio Superior de Música del Liceo y con anterioridad lo fue en la Escuela Superior de Estudios Musicales Taller de Músicos de Barcelona (ESEM).
Ha recibido varias distinciones, como el premio Concurso de Composición Frederic Mompou (2005), el premio Concurso de Composición Dolors Calvet i Prat (2008) o el 1er premio Berliner Opernpreis (2013). Su obra El Belvedere de Escher, que obtuvo el XXXVIII Premio Reina Sofía de Composición Musical, en 2021, fue estrenada por la Orquesta Sinfónica de RTVE con la pianista Noelia Rodiles. En la temporada 2017-2018 fue compositor invitado en L'Auditori de Barcelona.